# Laureano López Rodó
Laureano López Rodó (ur. 18 listopada 1920, zm. 11 marca 2000) – hiszpański polityk, prawnik i dyplomata, profesor prawa na uniwersytecie w Santiago de Compostella i w Madrycie.

## Życiorys
Laureano López Rodó był ministerem planowania w latach 1965-1973. Doprowadził do rozwoju gospodarczego kraju, był ponadto ministrem spraw zagranicznych (1973-1974) i ambasadorem w Austrii (1974-1977). W 1976 jeden z założycieli Sojuszu Ludowego. Był członkiem Opus Dei.